# Дегтярное (Сумская область)
Дегтярное (укр. Дігтярне) — село,
Ободовский сельский совет,
Белопольский район,
Сумская область,
Украина.
Код КОАТУУ — 5920686202. Население по переписи 2001 года составляло 19 человек .

## Географическое положение
Село Дегтярное находится между реками Павловка и Крыга.
Примыкает к селу Ободы.
Рядом проходит граница с Россией.